# Język papiamento

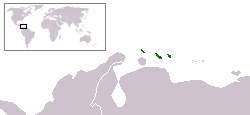
Lokalizacja wysp ABC

Język papiamento, papiamentu, papiamen – język kreolski na bazie portugalskiego i hiszpańskiego, używany w regionie Karaibów, głównie na wyspach Aruba, Bonaire i Curaçao. Nazwa pochodzi od czasownika papiá („rozmawiać”), z portugalskiego papear.
Słownictwo języka papiamento zawiera liczne zapożyczenia z różnych języków: przede wszystkim niderlandzkiego, ale także angielskiego, francuskiego, judeo-portugalskiego oraz języków afrykańskich.

## Historia
Powstał w połowie XV w. w wyniku pierwszych kontaktów Portugalczyków i mieszkańców Zachodniej Afryki, kumulując afrykańskie struktury gramatyczne i portugalski zasób wyrazowy. Pidżyn ten stał się następnie wspólnym językiem, zrozumiałym dla niewolników afrykańskich pochodzących z różnych grup etnicznych, w następnych pokoleniach przekształcając się w język kreolski. Na poziomie struktury jest bliski językom kreolskim do dziś używanym na zachodnim wybrzeżu Afryki (Gwinea Bissau, Republika Zielonego Przylądka, Senegal i Gambia).

## Gramatyka

### Zaimki
- Zaimki osobowe: ja ami/mi; ty abo/bo; on/ona/ono e; my nos' wy boso; oni nan. Formy grzecznościowe tworzy się za pomocą meneer „Pan” i señora „Pani”, np. Ken meneer ta? „Kim Pan jest” i Ken señora ta? „Kim Pani jest?”.
- Zaimki dzierżawcze: mój mi; twój bo; jego/jej su; nasz nos; wasz boso; ich nan, np. Mi tin mi auto „Mam swój samochód”, Nos tin nos pasashi „Mamy nasze bilety”. Zaimki akcentowane poprzedzone są przez di np. Esaki ta dimi. „To jest moje”.
- Zaimki pytajne: Gdzie unda? : Unda bo ta bai? „Gdzie idziesz?”; Ile cuanto : Cuanto esaki ta? „Ile to kosztuje”.

### Rzeczowniki
- Rzeczowniki nie posiadają rodzaju gramatycznego. Jeżeli zachodzi taka konieczność, dodaje się po rzeczowniku wyraz precyzujący płeć machu dla rodzaju męskiego, i muhe dla żeńskiego. Przykłady: pushi machu „kocur”, mucha muhe „dziewczynka”.
- Rzeczowniki nie zmieniają formy w liczbie mnogiej, jeżeli są określone co do liczby np. un homber „mężczyzna”, dos homber „dwóch mężczyzn”; hopi hende „wielu ludzi”[2]. W pozostałych przypadkach końcówka liczby mnogiej jest identyczna z zaimkiem nan „oni”, na przykład muchanan „dzieci”. Przymiotniki nie przyjmują końcówki liczby mnogiej: Mi casnan ta nobo „moje domy są nowe”.

### Przymiotniki
- Stopniowanie: lihé, mas lihé, di mas lihé „szybko, szybciej, najszybciej”, np. Pedro ta kuri mas lihé ku mi.  „Pedro biega szybciej ode mnie”.

### Czasowniki
- Czasowniki nie odmieniają się przez osoby i liczby np. Ami/mi ta bai „Idę”, Nos ta bai „Idziemy”.
- Czasy określane są przez partykuły stawiane przed czasownikiem, np. Mi ta bai „Idę”; Mi tabata bai „Szedłem”; Mi a bai „Poszedłem”; Mi lo bai „Pójdę”. Istnieją dwa czasy przeszłe: dokonany i niedokonany: Ora bo a yega mi tawata come pan  „Kiedy przyszedłeś, jadłem chleb”. Formę progresywną (ang. be + -ing) można wyrazić na dwa sposoby: E ta skirbiendo = E ta skirbi „Ona właśnie pisze”.
- Przeczenie tworzy się za pomocą partykuły „no” tuż przed czasownikiem, np. Mi no tin placa „Nie mam pieniędzy”. Dopuszcza się więcej przeczeń w zdaniu: E no a duna mi nada  „On nic mi nie dał”.
- Papiamentu posiada formy strony biernej, co jest rzeczą niezwykłą w językach kreolskich, np. Papiamentu ta wordu papiá na Aruba. „Papiamento jest używany na Arubie”.

## Podstawowe zwroty
- Danki – Dziękuję
- Kon ta bai? – Jak się masz?
- Unda mi por kome kuminda krioyo? – Gdzie mogę zjeść kreolskie jedzenie?
- E pomp di gasolin ta habri awor? – Czy stacja benzynowa jest teraz otwarta?
- Mi ke kome – Chcę jeść
- Hopi bon – Bardzo dobry
- Trankilo – Wszystko w porządku
- Pakiko? – Po co?
- Dikon – Dlaczego?
- Awa – Woda
- Tur cos – Wszystko
- Sea ketu – Bądź cicho!
- Tin hopi bientu – Jest silny wiatr.
- Kiko a pasa? – Co się stało?
- Kuant'or'tin? – Która godzina?

## Status prawny
Od marca 2007 papiamento był uznany za język urzędowy na Antylach Holenderskich, do podziału terytorium w 2010. Obecnie Aruba i Curaçao używają go jako języka oficjalnego obok niderlandzkiego, zaś Bonaire przyznało mu status języka regionalnego i akceptuje jego używanie w administracji.